# The Trade Gun Bullet
Pour plus de détails, voir Fiche technique et Distribution.
The Trade Gun Bullet est un film muet américain réalisé par Hobart Bosworth et sorti en 1912.

## Fiche technique
- Réalisation : Hobart Bosworth
- Scénario : Hobart Bosworth
- Photographie :
- Montage :
- Producteur : William Selig
- Société de production : Selig Polyscope Company
- Société de distribution : General Film Company
- Pays d'origine :  États-Unis
- Langue : Film muet avec les intertitres en anglais
- Métrage : 300 mètres
- Format : Noir et blanc — 35 mm — 1,33:1 — Muet
- Genre : Film dramatique
- Durée : 10 minutes
- Dates de sortie :
  -  France : 13 septembre 1912

## Distribution
- Hobart Bosworth : Jim Redfield
- Clara Moore : Bertha, sa fille
- Ricardo Ortega : l'Apache
- Herbert Rawlinson : Cecil
- William Hutchinson
- Harry Ennis
- Mrs L. Shaw
- Phyllis Gordon
- C.C. Fralick
- Frank Richardson
- Wheeler Oakman